# Ataenius siminasus
Ataenius siminasus är en skalbaggsart som beskrevs av Rudolph Petrovitz 1973. Ataenius siminasus ingår i släktet Ataenius och familjen Aphodiidae. Inga underarter finns listade.